# Wedringer Straße 12

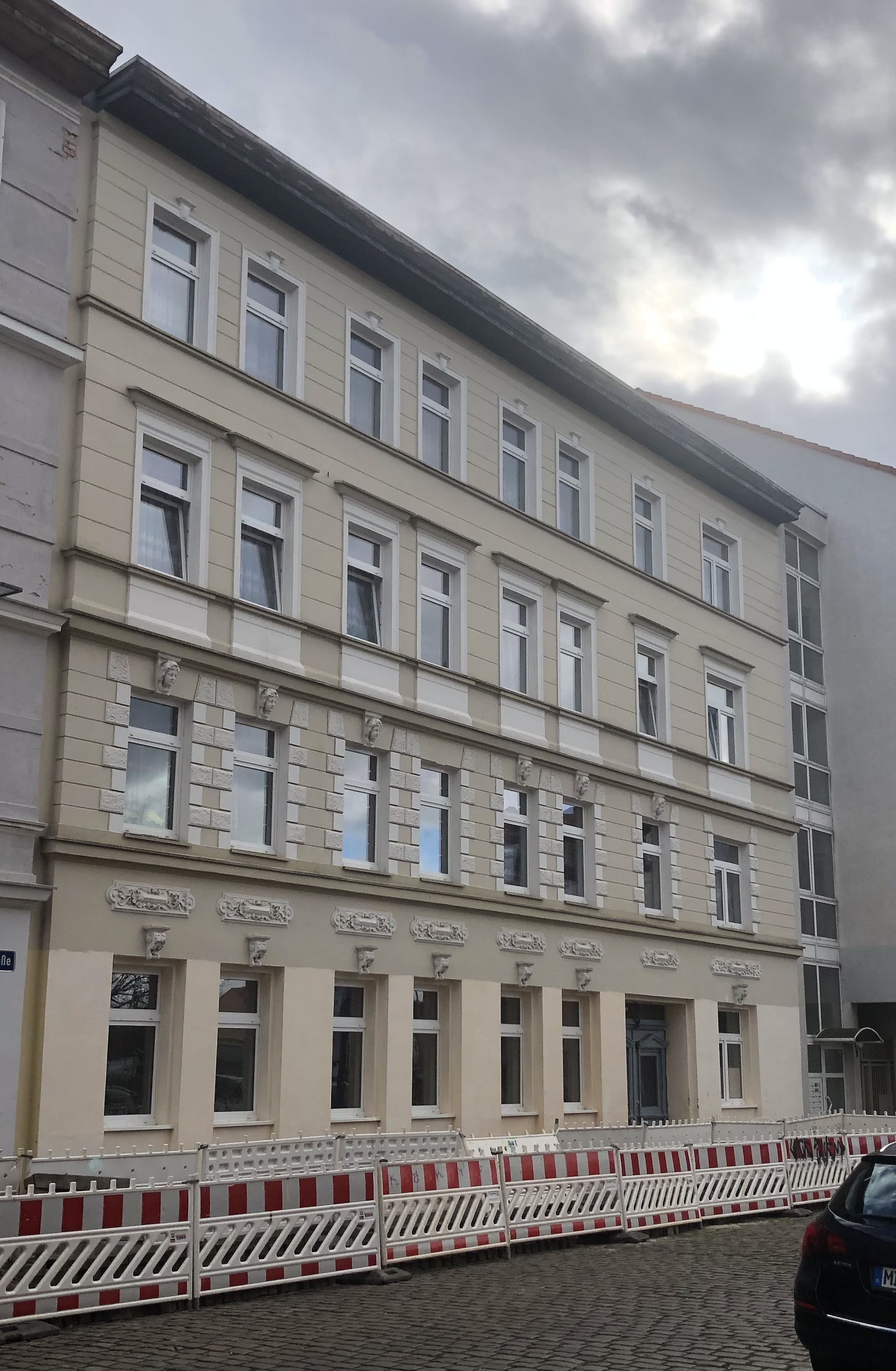
Wedringer Straße 12 im Jahr 2023

Die Wedringer Straße 12 ist ein denkmalgeschütztes Wohnhaus in Magdeburg in Sachsen-Anhalt.

## Lage
Das Gebäude befindet sich im Magdeburger Stadtteil Neue Neustadt, auf der Südseite der Wedringer Straße. Von Norden führt die Grünstraße unmittelbar auf das Haus zu. Unmittelbar östlich grenzt das gleichfalls denkmalgeschützte Haus Wedringer Straße 13 an.

## Architektur und Geschichte
Das viergeschossige verputzte Haus entstand im Jahr 1889 im Stil der Neorenaissance. Der Entwurf stammte vom Bauherren O. Köppe. Das Erdgeschoss der achtachsig ausgebildeten Fassade war ursprünglich rustiziert. Von dieser ehemaligen Gestaltung haben sich Diamantkartuschen erhalten. Die Gestaltung der Fassade ist im Übrigen schlicht dekoriert und bezieht sich so auf die Gestaltungen aus der Mitte des 19. Jahrhunderts.
Im Denkmalverzeichnis des Landes Sachsen-Anhalt ist das Wohnhaus unter der Erfassungsnummer 094 17989 als Baudenkmal verzeichnet.
Der Bau gilt im Zusammenhang mit der umgebenden gründerzeitlichen Bebauung als städtebaulich bedeutend.